# Golobradovo, Haskovo
Golobradovo (în bulgară Голобрадово) este un sat în comuna Stambolovo, regiunea Haskovo,  Bulgaria. 

## Demografie
La recensământul din 2011, populația satului Golobradovo era de 42 locuitori.